# Югорский Шар
Ю́горский Шар — пролив между берегами острова Вайгач и Югорского полуострова материка Евразия, соединяет южные части Баренцева и Карского морей. Длина около 40 км, ширина от 2,5 до 12 км. Наибольшая глубина 36 м. Значительную часть года пролив покрыт льдом.
В проливе находятся несколько островов, из них главные Сторожевой и Соколий.
Берега пролива обрывисты и скалисты. Древесной растительности на берегах нет, есть скудная трава, сланка, мох и ягель.
У западного входа в пролив на острове Вайгач находится посёлок Варнек. В административном отношении берега пролива относятся к Юшарскому сельсовету Заполярного района Ненецкого автономного округа.

## Исторические сведения
Пролив использовался поморами для связи с устьем Оби ещё в XVI веке (и, вероятно, раньше), что подтверждается английским путешественником капитаном Стивеном Барроу (Stephen Borough), дошедшим до Вайгача в 1556 году. Из мореплавателей Западной Европы впервые прошли Югорский Шар в 1580 году англичане Артур Пит (англ. Arthur Pet) и Чарльз Джекмен (англ. Charles Jackman).
В конце Ливонской войны Англия направила на восток последнюю морскую экспедицию. Её возглавили Артур Пет и Чарльз Джекман — владельцы двух маленьких барков. В их подчинении находилось всего четырнадцать матросов и двое юнг. Компания рекомендовала Пету не пользоваться русскими пристанями и полагаться всецело на свои силы. Перезимовав в устье Оби, англичане должны были добраться до столицы Сибирского ханства, перезимовать там и отправляться дальше. 30 мая 1580 года эскадра Пета снялась с якоря и отплыла на восток. Задержанные противными ветрами в северных морях, корабли лишь во второй половине августа добрались до острова Вайгач. В Карском море английские моряки столкнулись с большим скоплением льдов. Обогнув остров Колгуев с юга, английские корабли легли на обратный курс: Вскоре они потеряли друг друга из виду. В конце декабря Пет благополучно добрался до родных берегов. Капитан Джекман зазимовал у норвежских берегов.
 Они назвали этот пролив Нассау. Позже за проливом установилось название Вайгачского. В настоящее время пролив называется Югорский Шар. Используется также сокращённое наименование Юша́р.
Летом 1893 года Югорский Шар прошёл корабль «Фрам» во время Норвежской полярной экспедиции.
Более точное обследование Югорского Шара произведено в 1893 и 1898 годах экспедициями Л. Ф. Добротворского и А. И. Вилькицкого